# Mistrovství Evropy v zápasu řecko-římském 1974
Mistrovství Evropy v zápasu řecko-římském 1974 se konalo v Madridu, Španělsko.

## Výsledky

### Muži
| Kategorie | Zlato                | Stříbro          | Bronz                |
| --------- | -------------------- | ---------------- | -------------------- |
| 48 kg     | Constantin Alexandru | Alexej Šumakov   | Antonio Quistelli    |
| 52 kg     | Petar Kirov          | Valerij Aruťunov | Nicu Gângă           |
| 57 kg     | Farchat Mustafin     | Risto Björlin    | Ion Dulică           |
| 62 kg     | Anatolij Kavkajev    | Georgi Markov    | Ion Păun             |
| 68 kg     | Šamil Jisamutdinov   | Andrzej Supron   | Heinz-Helmut Wehling |
| 74 kg     | Ivan Kolev           | Vítězslav Mácha  | Iosif Berišvili      |
| 82 kg     | Anatolij Nazarenko   | Werner Schröter  | André Bouchoule      |
| 90 kg     | Valerij Rezancev     | Dieter Heuer     | Vasile Fodorpataki   |
| 100 kg    | Kamen Goranov        | Nikolaj Balbošin | Fredi Albrecht       |
| +100 kg   | Šota Morchiladze     | Aleksandar Tomov | Roman Codreanu       |